# UNYOM
La missione di osservazione delle Nazioni Unite nello Yemen (UNYOM dall'inglese United Nations Yemen Observation Mission) è stata una missione di osservatori delle Nazioni Unite approvata dal Consiglio di sicurezza dell'ONU nel 1962.
Nel 1962 nello Yemen esplose la guerra civile dopo che lo Yemen si separò dall'Egitto dopo essersi unito nel 1958.
Per assicurarsi che la guerra non si sviluppasse su scala internazionale l'ONU decise di mandare una forza multinazionale.
Nel 1963 in Arabia Saudita ed in Egitto scoppiò la guerra civile; lo scopo degli osservatori era quello di garantire che il conflitto non si sarebbe espanso a tutta l'area mediorientale.
La missione terminò nel 1964 con la promessa da parte di Egitto e Arabia Saudita di non entrare in guerra contro lo Yemen.